# فيكتوريا تولستوجانوفا
فيكتوريا تولستوجانوفا (بالروسية: Виктория Викторовна Толстоганова)‏ هي ممثلة روسية، ولدت في موسكو، روسيا في 24 مارس عام 1972.

## فيلموغرافيا
وهي من عائلة مهندس لديها ثلاث شقيقات أصغر سناً، بعد التخرج من المدرسة الثانوية حاولت الالتحاق بجامعة المسرح في عام 1992، حصلت فيكتوريا على عرض في كل من معهد غيراسيموف للسينما (VGIK) والجامعة الروسية للفنون المسرحية (GITIS)، وقع اختيارها على الجامعة الروسية للفنون المسرحية (GITIS)، بينما كانت لا تزال طالبة دُعيت إلى فرقة موسكو للفنون.
تخرجت من (GITIS) في عام 1997 وجعلت ظهورها السينمائي الأول بدورًا رئيسيًا في الفيلم القصير "Day Duty" للمخرج رومان خروتشوف.

## حياتها الفنية
في عام 2003 لعبت دور مارينا في فيلم "العواصف المغناطيسية"، وفي عام 2005 كانت عضوًا في لجنة التحكيم في مهرجان موسكو السينمائي الدولي السابع والعشرين، وفي عام 2007 لعبت دور عاهرة في فيلم مايو، وفي عام 2010 لعبت دور البطولة في فيلم كليم شيبينكو.

## حياتها الشخصية
في أغسطس 1996 تزوجت من الممثل أندريه كوزيف لديهم طفلان ابنة باربرا وابن فيدور، طلق الزوجان في عام 2010 (وفقا لمصادر أخرى في عام 2011). وفي 17 مايو 2011 أنجبت الممثلة ابناً يدعى إيفان والد الصبي هو المخرج المسرحي أليكسي أغرانوفيتش.

## روابط خارجية
- فيكتوريا تولستوجانوفا على موقع IMDb (الإنجليزية)
- فيكتوريا تولستوجانوفا على موقع ديسكوغز (الإنجليزية)
- فيكتوريا تولستوجانوفا على موقع قاعدة بيانات الفيلم (الإنجليزية)
- فيكتوريا تولستوجانوفا على موقع كينوبويسك (الروسية)